# エルパソ・ストリートカー
エルパソ・ストリートカー（英語: El Paso Streetcar）は、アメリカ合衆国の都市・エルパソ市内を走る、2018年11月9日に開通した路面電車。2つの環状線を8の字状に運行しており、車両については1970年代までエルパソおよびメキシコのシウダー・フアレスに存在した路面電車（エルパソ・シティライン）で用いられ、廃止後も長期にわたって保管されていたものを大規模な近代化工事を施した上で再度使用している。2020年現在、エルパソで路線バスやBRT（Brio）を運営する同市の公共交通部門であるサンメトロによって運営されている。

## 歴史

### エルパソ/シウダー・フアレス市電

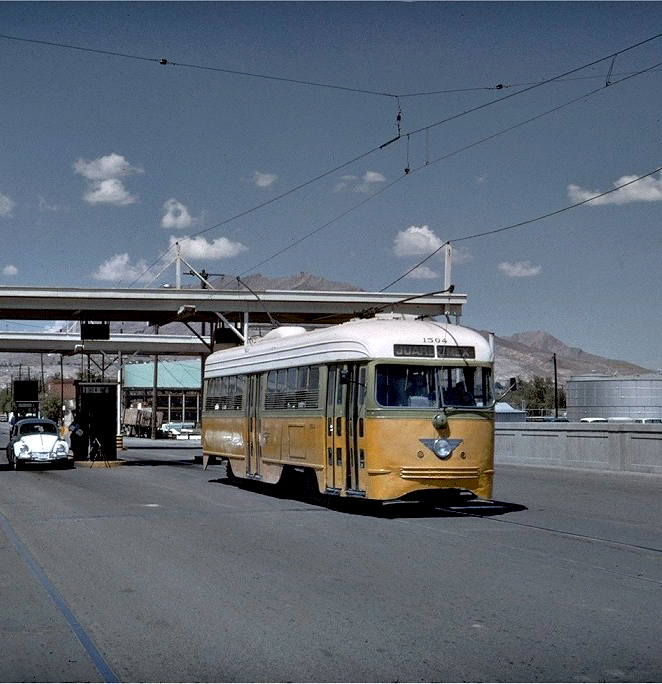
国境検問所を越えるエルパソ・シティラインのPCCカー（1960年代撮影）

テキサス州の西端、隣国メキシコと国境を接する都市・エルパソ市内に軌道交通が導入されたのは、南北戦争を経て多数の都市間鉄道が開通し、都市が急成長を始めていた1882年であった。当時はロバと馬を掛け合わせたラバが客車を牽引する形での運行が行われていたが、20年後の1902年に路面電車へと置き換えられた。この路面電車の出発式で、長年活躍していた6頭のラバの1頭であるマンディ（Mandy）が路面電車を蹴り出したエピソードが語り継がれており、エルパソ歴史博物館（El Paso Museum of History）には復元された車両と共にマンディの銅像が展示されている。
その後、路面電車は延伸を重ね、1920年代には総延長100 km（62 miles）・車両数100両以上という大規模な路線網が存在した。だが、モータリーゼーションの進展やエルパソの更なる発展の中で路面電車は路線バスへと置き換えられ、1937年までに大半の路線が廃止され1950年にはエルパソ市内の路線が消滅した。ただしその中でも例外的に運行が続いたのが、リオ・グランデ川の橋梁を経由しメキシコのシウダー・フアレスへ向かう国際路面電車であった。
1950年当時、エルパソ - シウダー・フアレス間の路面電車はナショナル・シティラインが所有し、「エルパソ・シティライン（El Paso City Lines）」と言う愛称が付けられていた。同社はアメリカ合衆国各地の路面電車を買収し路線バスへの置き換えを進めた事で知られているが、エルパソ・シティラインについては両都市を移動する労働者や買い物客の利用が多かった事に加えてメキシコで路線バスを運営する権利を有していなかった事もあって存続が決定し、1947年（17両）と1952年（3両）にはサンディエゴ電鉄（サンディエゴ）で使用されていた高性能路面電車・PCCカーの譲受による旧型電車の置き換えも実施された。そのうち後者は利用客の増加による追加譲受が決定したものである。
だが、このエルパソ・シティラインの利用客の増加はその利便性故にエルパソへ人々や金が流出し、やがてシウダー・フアレスの衰退を招くという危機感を抱かれる結果となり、1973年にシウダー・フアレスの商人らの要望に基づきメキシコ政府は同市における路面電車の免許を取り消した。これによりエルパソ側の区間も存在価値を失い、1974年5月をもって営業運転を終了した。しかし、最後まで使用されていたPCCカーの一部は解体される事無く、エルパソの都市整備に伴い保管場所が何度も移動されながらも2010年代まで残存した。

### 復活への経緯
路面電車の全廃後、エルパソ市内の公共交通機関の主力は路線バスとなったが、更なる都市の発展に伴い道路の混雑は激化し、定時制の確保の困難さが課題となっていた。そこでエルパソ市議会は同市内に効率的な公共交通ネットワークを築き自家用車への依存を脱する方針を固め、BRT（Brio）網の整備と併せて市内に路面電車を復活させる事を決定した。2つの環状線からなる路線網は2014年に承認され、翌2015年12月から建設が始まった。
請負業者を装う詐欺グループによって建設予算の大部分が騙し取られる事件や地下廃棄物の発見による調査、上下水道の移設による建設費用の増加などの事態が起きたものの、2018年までに建設が完了し、同年4月3日に初の試運転が実施された。車両については長年保管されていた旧・エルパソ/シウダー・フアレス市電のPCCカーを再整備の上で使用する事となり、状態が良好であった6両に対しブルックビル・エクイップメント・コーポレーションで大規模な改修・近代化工事が行われ、開業に備えた。これらの建設費用については他都市の路面電車（ストリートカー）のような連邦公共交通局からの助成金は用いられず、一部にテキサス州からの助成金が用いられたものの大半はエルパソ市の予算から捻出された。
そして2018年11月9日、エルパソ市内に44年ぶりに路面電車が復活した。開業当日以降、翌2019年1月6日までは週末の運賃が無料であったが、それ以降は2020年現在まで平日と同様の運賃が課せられている。

## 運行
2020年現在、エルパソ・ストリートカーは「アップタウン・ループ（Uptown Loop）」と「ダウンタウン・ループ（Downtown Loop）」と呼ばれる2つの環状線からなる全長7.72 km（4.8 miles）の路線網を有しており、電車は図書館や病院、商業施設、各種観光名所を巡りながら8の字を描くように両環状線を一周する。最高速度は56 km/h（35 mph）、平均速度は29 km/h（18 mph）、所要時間は45分で、一部の交差点には定時制の確保を目的に路面電車の優先信号が設置されている。運行時間は曜日によって異なり、日曜日から水曜日は午前10時から翌日の午前0時（24時）、木曜日から日曜日は午前10時から翌日の午前1時（25時）まで走行する。
停留所は27箇所に設置されており、そのうちサン・ジャシンコ（San Jacinto）電停はアップタウン・ループとダウンタウン・ループが接続する電停である。各電停にはBRT（Brio）と同様にプラットホームやベンチ、情報案内装置が設けられているが、建設時の予算の都合上券売機は設置されておらず、乗車券はBrioのターミナルに設置された券売機から購入するか車内で現金を用い購入する必要がある。運賃は1.5ドルで、学生や高齢者、軍人を対象とした割引も行われる。

## 車両

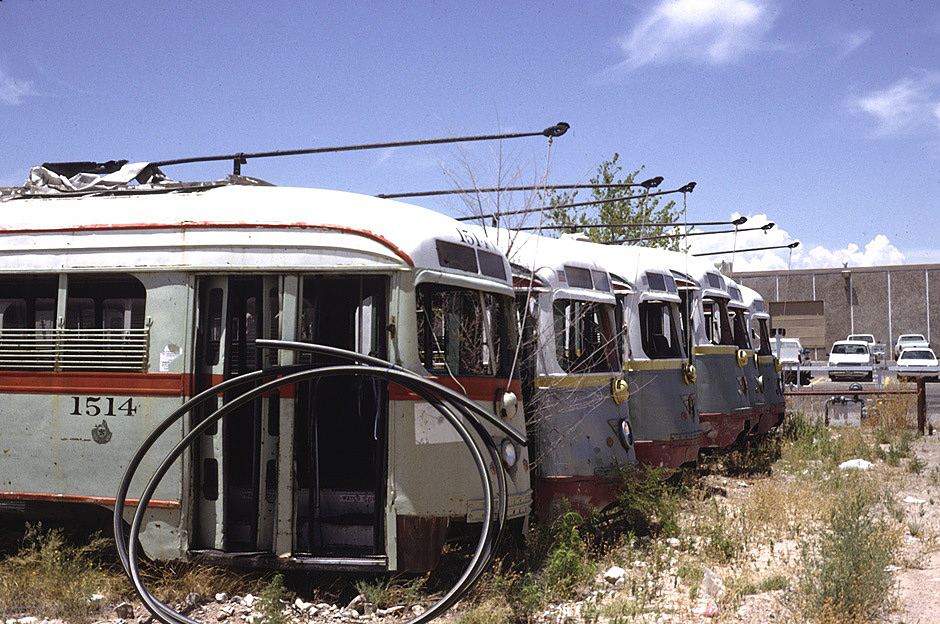
廃止後も保管されていたエルパソ/シウダー・フアレス市電のPCCカー（1993年撮影）

エルパソ・ストリートカーで使用されている車両は、サンディエゴ電鉄向けとして1937年に製造されたセントルイス・カー・カンパニー製の高性能路面電車・PCCカーである。前述の通り1940年代から1950年代にかけて20両がエルパソ/シウダー・フアレス市電へ譲渡され、廃止後も一部車両が保管されたが、路面電車の復活に合わせて状態が良好であった6両を対象にブルックビル・エクイップメント・コーポレーションで以下のような大規模な近代化工事が2015年から2018年にかけて施工された。
- 解体を伴う構体・台枠の大規模な修繕
- 集電装置の交換 - ポールからシングルアーム式パンタグラフへの交換が行われた。
- 空調装置の設置 - 暖房・換気機能に加えて冷房機能が搭載された空調装置（HVAC）が設置された。
- 車椅子リフトの設置 - 中央部の扉に設置された。
- 車内の監視カメラの設置およびwi-fi通信への対応
- 電気機器の交換 - 制御方式が従来の抵抗制御からVVVFインバータ制御（IGBT素子）へと変更された他、回生ブレーキの搭載も行われた。これらはブルックビル・エクイップメント・コーポレーションが手掛ける新型車両・リバティと同一の機器である。

その一方、車体前後の方向幕については原形の幕式のまま維持された他、車内の座席配置についてもロングシートとクロスシートを交えたエルパソ/シウダー・フアレス市電時代の構造が残された。塗装についてはエルパソ/シウダー・フアレス市電時代に用いられた3種類（1950年代（"フルーツサラダ"塗装）、1960年代、1970年代）が用いられた。これらを含め、エルパソ・ストリートカーで使用されている車両は以下の通りである。
| エルパソ・ストリートカー 車両一覧 | エルパソ・ストリートカー 車両一覧 | エルパソ・ストリートカー 車両一覧 | エルパソ・ストリートカー 車両一覧 | エルパソ・ストリートカー 車両一覧 | エルパソ・ストリートカー 車両一覧 | エルパソ・ストリートカー 車両一覧 | エルパソ・ストリートカー 車両一覧 |
| --------------------------------- | --------------------------------- | --------------------------------- | --------------------------------- | --------------------------------- | --------------------------------- | --------------------------------- | --------------------------------- |
| 車両番号                          | エルパソ・ストリートカー          | 1504                              | 1506                              | 1511                              | 1512                              | 1514                              | 1515                              |
| 車両番号                          | サンディエゴ電鉄時代              | 509                               | 512                               | 518                               | 519                               | 523                               | 524                               |
| 塗装                              | 塗装                              | 1960年代                          | 1970年代                          | 1950年代                          | 1970年代                          | 1960年代                          | 1950年代                          |

## その他
アメリカ合衆国・サンフランシスコでサンフランシスコ市営鉄道が運営する保存路面電車路線であるFラインでは、ニュージャージー・トランジット（ニューアーク）から譲渡され動態保存が行われているPCCカーのうち1両（1073）が1970年代のエルパソ/シウダー・フアレス市電の塗装を纏っている。また、1080が纏っているロサンゼルス鉄道のPCCカーの塗装（通称"フルーツ・サラダ"）は、1950年代にエルパソ/シウダー・フアレス市電のPCCカーにも採用されたものである。

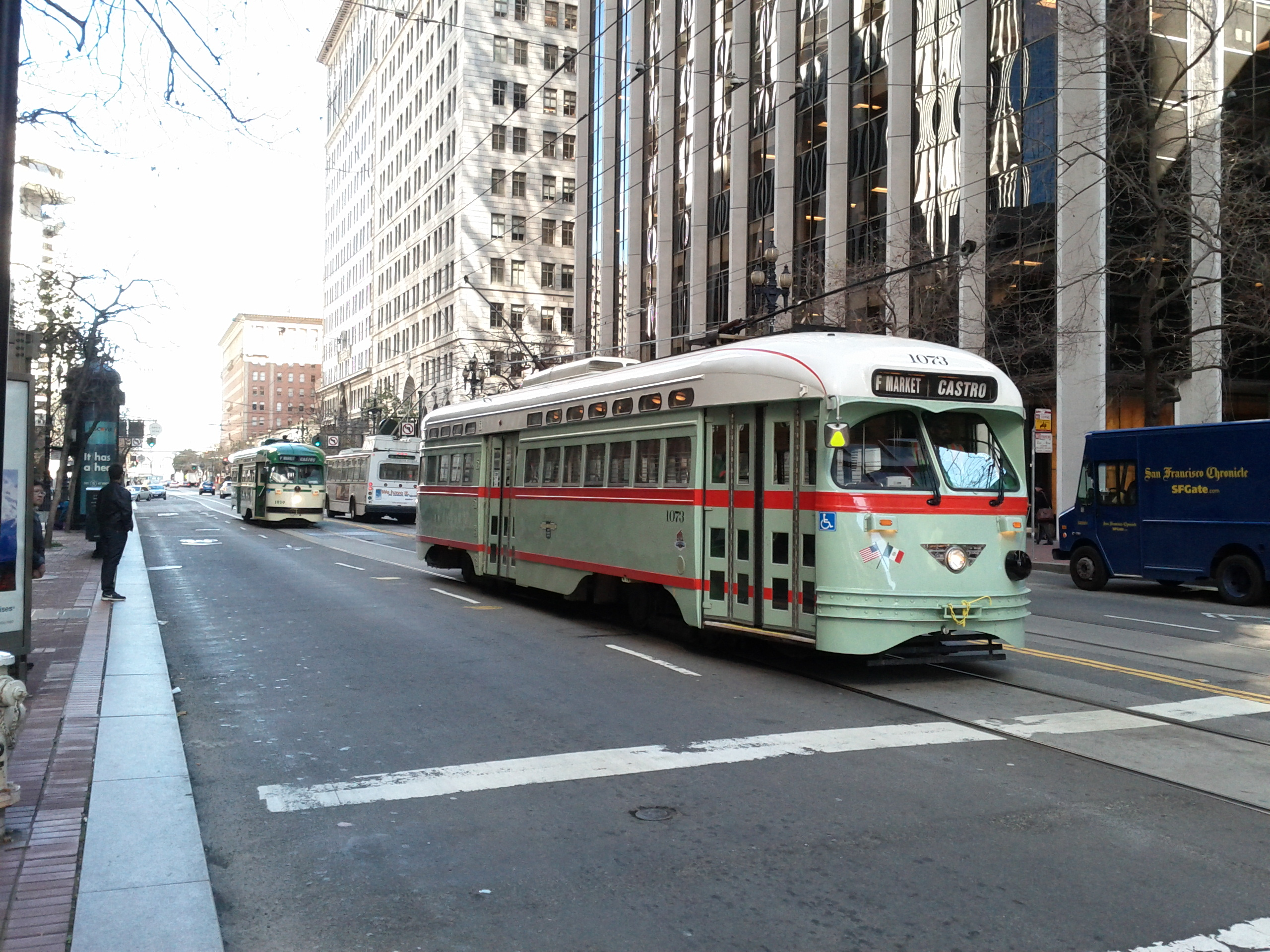
1073（2013年撮影）
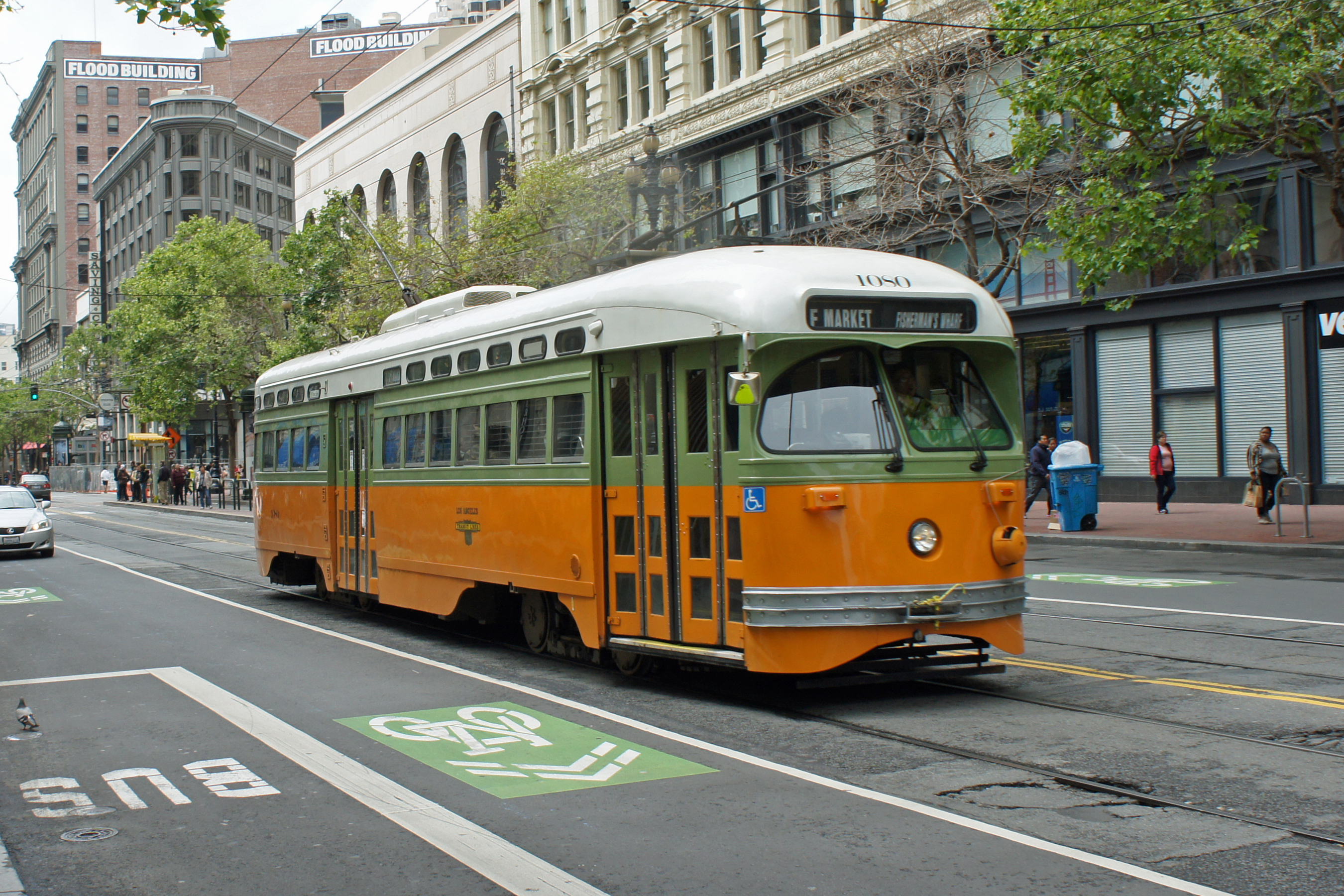
1080（2015年撮影）